# 霍隆
霍隆（Holon，希伯來語：חוֹלוֹן）是以色列內繼海法後的第二大工業城市，2007年人口為168,800。

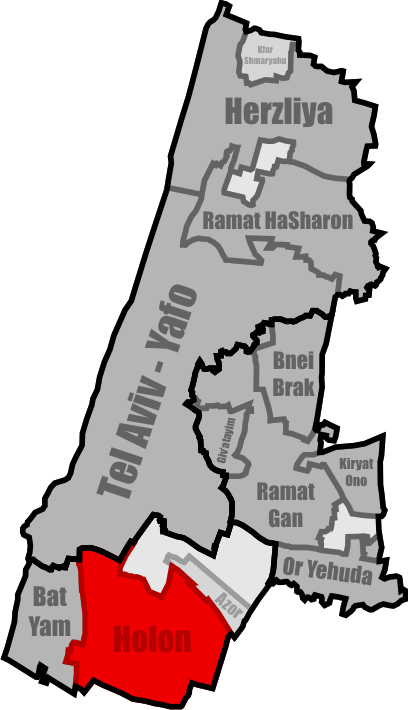
霍隆的位置

1935年，霍隆在距遠特拉維夫6公里的沙丘上建立，現時環保團體希望當局能保留部分沙丘，讓獨有的動植物在原本的環境中繼續生活。
霍隆的公共交通工具只有公共汽車，在2011年將開設火車服務。

## 图集

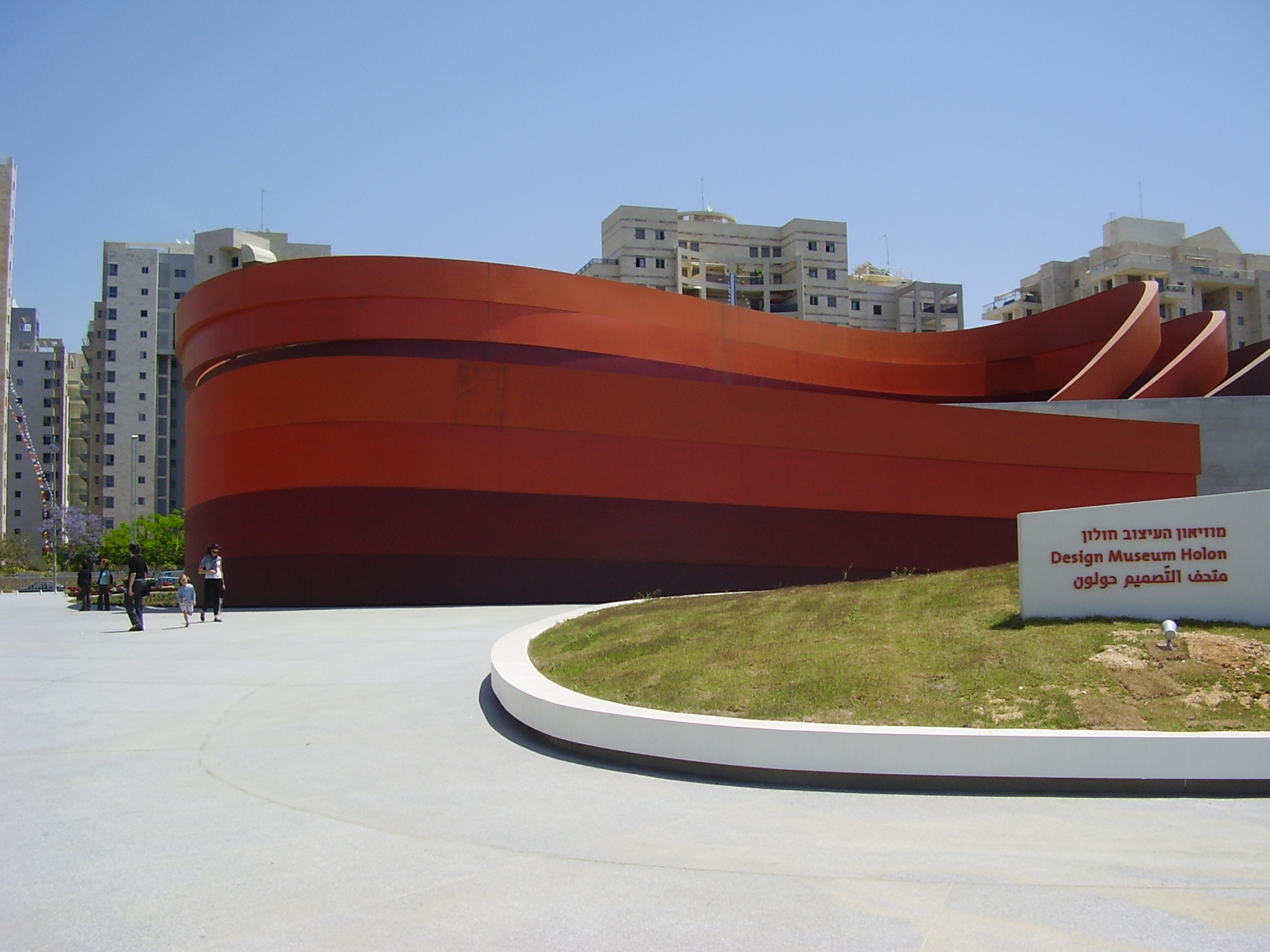
霍隆设计博物馆
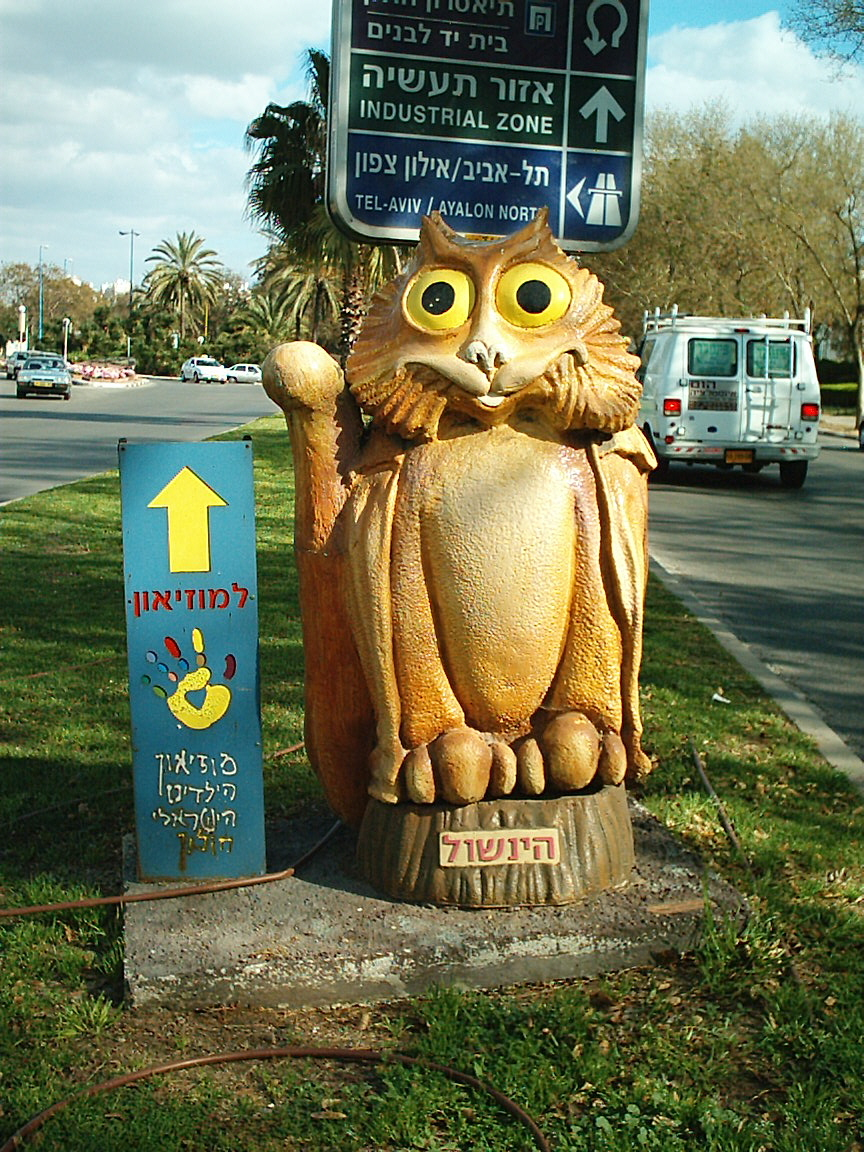
霍隆兒童博物館的半貓半貓頭鷹標誌
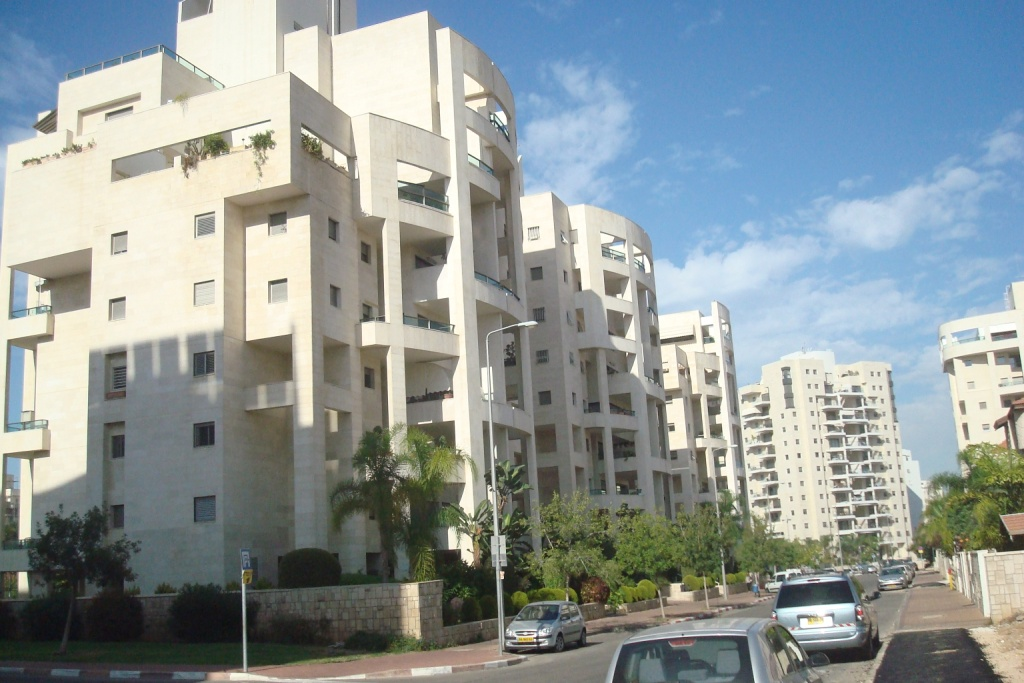
市內建築物
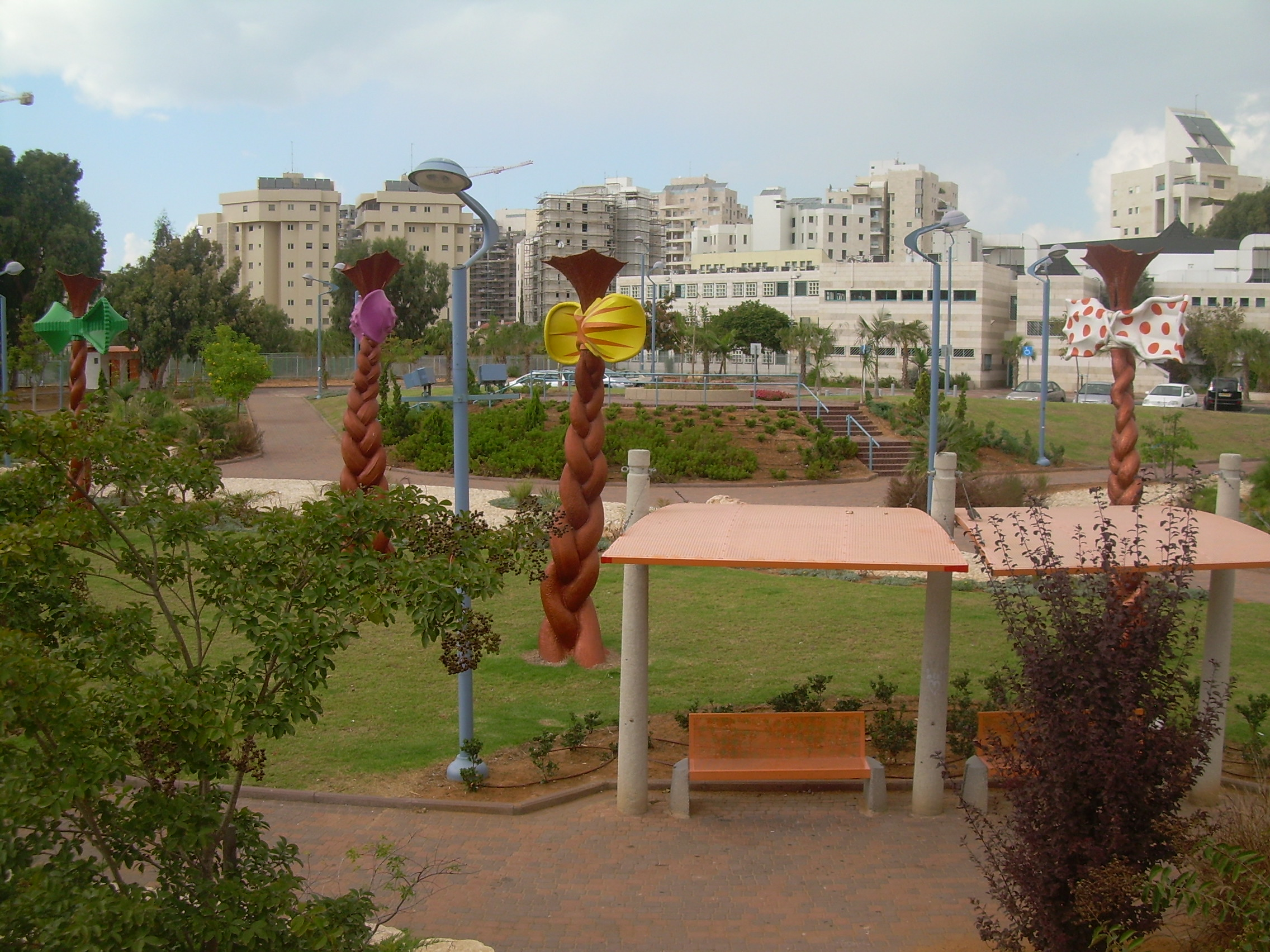
市內公園
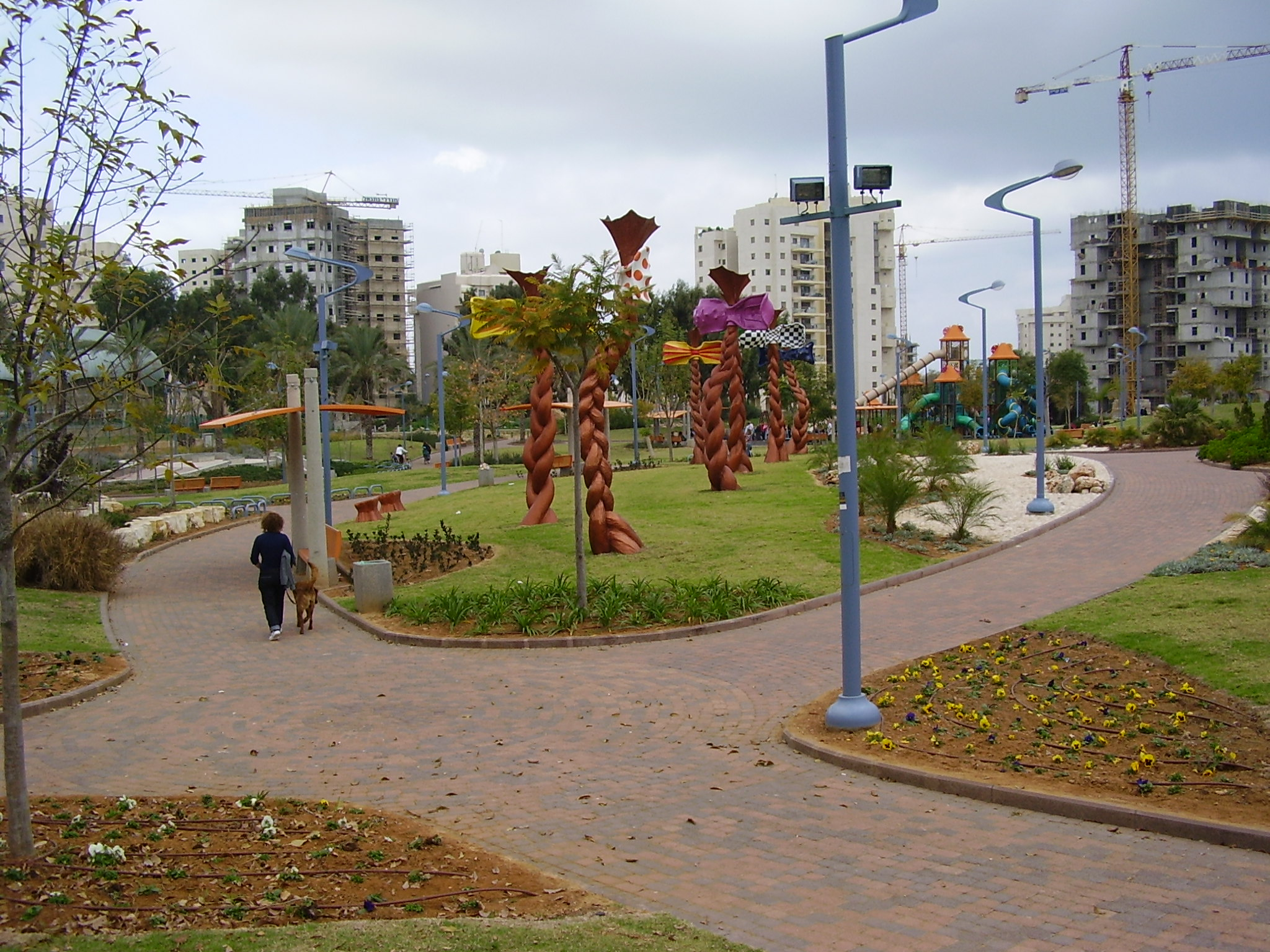
市內公園和高樓大廈